# Karl-Heinz Hahn

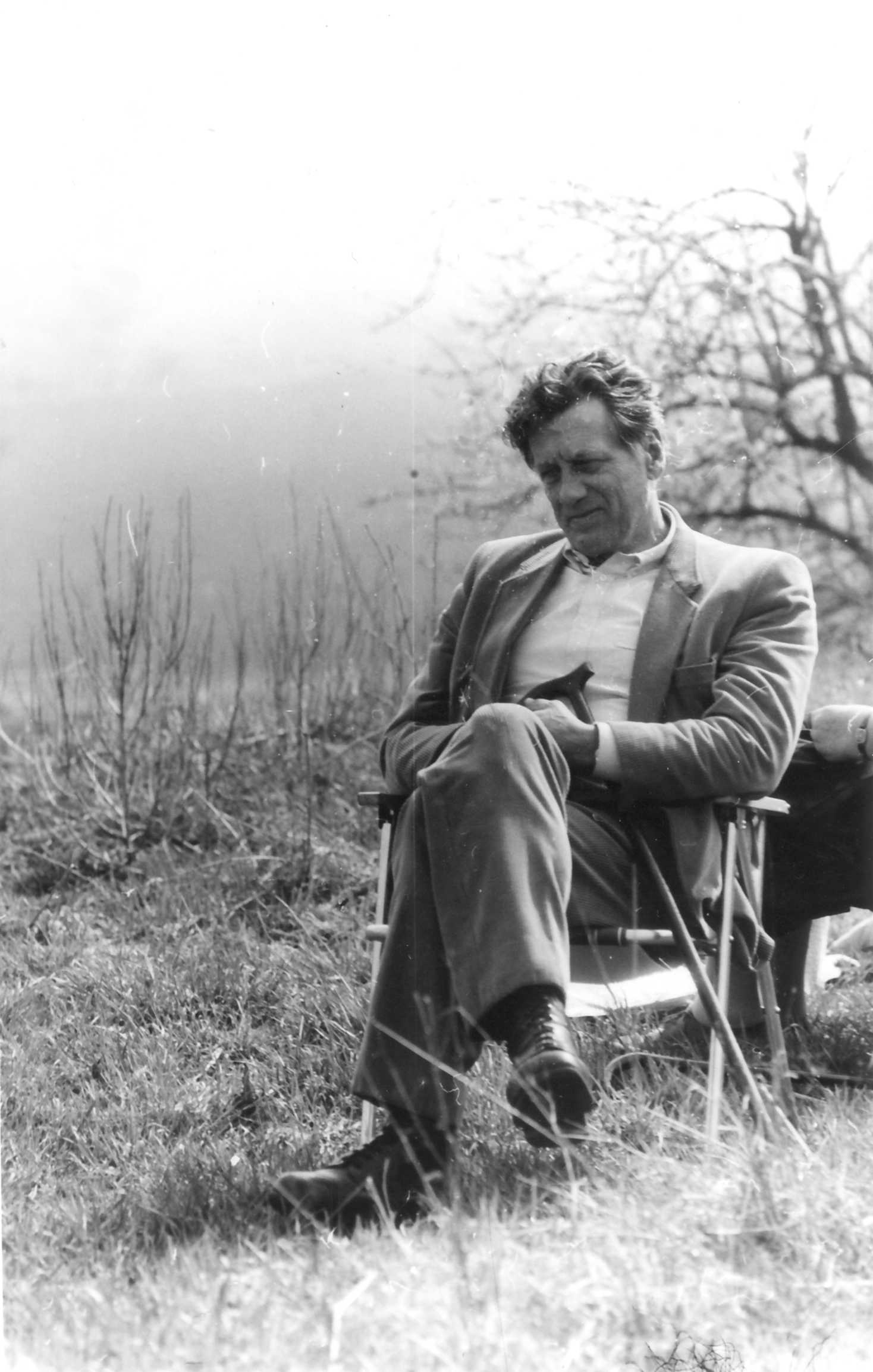
Karl-Heinz Hahn (1988)

Karl-Heinz Hahn (* 6. Juli 1921 in Erfurt; † 5. Februar 1990 ebenda) war ein deutscher Historiker, Archivar und Professor für Germanistik. Er war langjähriger Direktor des Goethe- und Schiller-Archivs der Nationalen Forschungs- und Gedenkstätten der klassischen Literatur sowie Präsident der Goethe-Gesellschaft in Weimar.

## Leben
Nach der Schulausbildung in Erfurt war Hahn Soldat im Zweiten Weltkrieg, aus dem er schwer verwundet zurückkehrte.
1944 begann er sein Studium der Geschichte und Germanistik in Marburg und Jena, das er 1950 mit der Promotion zum Dr. phil. abschloss. Anschließend arbeitete er als wissenschaftlicher Mitarbeiter am Thüringischen Hauptarchiv in Weimar, von wo er 1954 zum Goethe- und Schiller-Archiv wechselte. Von 1957 an wirkte er als dessen Direktor und behielt diese Position bis 1986 inne. 1963 habilitierte er sich außerdem und erhielt im folgenden Jahr eine Professur für Literaturwissenschaft.
Er war für die SED Mitglied der Stadtverordnetenversammlung in Weimar, Vorsitzender des Bezirksvorstandes der Gewerkschaft Wissenschaft, Mitglied der SED-Parteileitung und -Parteisekretär der Forschungs- und Gedenkstätten sowie Vorsitzender des Deutschen Kulturbundes zur demokratischen Erneuerung Deutschlands im Bezirk Erfurt.
1974 übernahm Hahn zudem die Präsidentschaft der Goethe-Gesellschaft. Als einzige literarisch-wissenschaftliche Vereinigung war die Goethe-Gesellschaft auch während der Zeit der deutschen Teilung offen für Mitglieder aus beiden deutschen Staaten. Dieser Erfolg wird heute auch auf das diplomatische Geschick Hahns zurückgeführt.
Den Vorsitz der Goethe-Gesellschaft behielt Hahn bis zu seinem Tode 1990. Sein Weimarer Wohnsitz war Ratstannenweg 4.

## Ehrungen
- Literatur- und Kunstpreis der Stadt Weimar 1979
- Ehrendoktorwürde der Pädagogischen Hochschule Erfurt/Mühlhausen 1984
- Hansischer Goethe-Preis der Stiftung F. V. S. zu Hamburg 1986
- Wilhelm-Hausenstein-Ehrung für Verdienste um kulturelle Vermittlung in München 1988.

## Publikationen (Auswahl)
- Jakob Friedrich von Fritsch. Minister im klassischen Weimar. Weimar 1953.
- Bettina von Arnim in ihrem Verhältnis zu Staat und Politik. Mit einem Anhang ungedruckter Briefe. Weimar 1959.
- Goethe- und Schiller-Archiv. Bestandsverzeichnis. Weimar 1961.
- Aus der Werkstatt deutscher Dichter. Goethe – Schiller – Heine. Halle 1963.
- Die Goethe-Gesellschaft in Weimar. Geschichte und Gegenwart. Weimar 1989.
- zahlreiche Aufsätze, u. a. Schiller und die Geschichte. In: Weimarer Beiträge 16 (1970), S. 39–69;
- Carl August von Sachsen-Weimar. Ein Versuch. In: Impulse 5 (1982), S. 264–309.
- Das Nietzsche-Archiv. In: Nietzsche-Studien 18 (1989), S. 1–19. Auswahl in: „Dann ist Vergangenheit beständig ...“. Goethe-Studien. Weimar 2001.